# Siphonocryptus canariensis
Siphonocryptus canariensis är en mångfotingart som beskrevs av Imre Loksa 1967. Siphonocryptus canariensis ingår i släktet Siphonocryptus och familjen Siphonocryptidae. Inga underarter finns listade i Catalogue of Life.